# 엔니우스

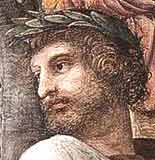

퀸투스 엔니우스(Quintus Ennius, 기원전 239년 ~ 기원전 169년)는 고대 로마 초기의 시인·극작가이다. 이탈리아 남동부 루디아 출신이다. 어릴 때부터 그리스적 교양을 깊게 몸에 익혀 항상 그리스 문학을 기초로 삼아 로마 문학을 향상시키려 애썼다. 특히 호메로스에 심취, 그의 시 양식을 도입했고 로마사를 읊은 대서사시 《연대기》에 있어서는 자기 스스로가 제2의 호메로스라고 칭하면서 로마의 위대함을 찬미하고 그 사명을 설파했기 때문에 ‘로마 문학의 아버지’라고 불린다. 또한 수많은 비극을 저술하고 수상적(隨想的)인 풍자시 사투라를 창시하는가 하면 만물의 본성에 관한 철학적 고찰의 시(詩)도 만드는 등 다방면으로 활동하여 뒤의 시인들에게 커다란 영향을 끼쳤다.

## 같이 보기
- 라틴 문학